# Louis-René Levassor de Latouche Tréville

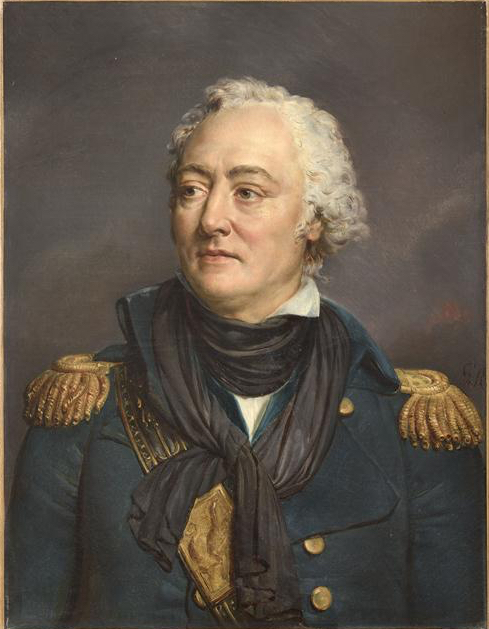
Louis-René Levassor de Latouche Tréville

Louis-René Madeleine Levassor de Latouche, ab 1788 Louis-René Levassor de Latouche Tréville (* 3. Juni 1745 in Rochefort (Charente-Maritime); † 19. August 1804 in Toulon), war ein französischer Admiral und ein Held des Amerikanischen Unabhängigkeitskrieges sowie der Napoleonischen Kriege.

## Frühes Leben
Die Familie Latouche Tréville stammte aus Paris, ihr ursprünglicher Familienname lautete Vassor oder Levassor. Mitglieder der Familie gingen um 1640 nach Martinique und Guadeloupe und waren maßgeblich an der Gründung und dem Aufbau dieser französischen Kolonien in Französisch-Westindien beteiligt. Der jüngere Zweig dieser Familie, der den Namen Levassor de Latouche annahm, kehrte nach Frankreich zurück und stellte in der Folge mehrere Marineoffiziere. Ludwig XIV. erhob die Familie 1706 in den Adelsstand.
Levassor de Latouche wurde in Rochefort-sur-mer geboren. Sein Vater war Louis-Charles Levassor de Latouche Tréville (1709–1781), französischer Admiral und Kolonialgouverneur der Französischen Antillen. Sein Onkel Charles-Auguste Levassor de Latouche Tréville (1712–1788) war ebenfalls französischer Admiral. Im Alter von 13 trat er den Gardes-Marines bei und nahm an zahlreichen Kämpfen des Siebenjährigen Krieges teil. Seine erste Teilnahme an einer Schlacht war 1759 in der Bucht von Quiberon an Bord der Dragon unter dem Kommando seines Vaters. Weitere Stationen brachten ihn an Bord der Schiffe Louise, Tonnant (1762), Garonne (1763), Hardi und Bricole (1765).
Im September 1768 – im Alter von 23 Jahren – wurde er von seiner Familie unter Druck gesetzt, so dass er die Marine verließ und Kavallerie-Offizier wurde. Im Range eines Kapitäns, den er 1769 erhielt, diente er den Gouverneuren von Martinique und Santo Domingo von 1770 bis 1771.
1772 wechselte er zurück in die Marine als Brander-Kapitän. 1773 bis 1776 diente er sodann in Rochefort.

## Amerikanischer Unabhängigkeitskrieg
1776 beförderte Levassor de Latouche Munition von Frankreich in die USA. Im Mai 1777 wurde er zum Leutnant zur See befördert und erhielt das Kommando über die Korvette Rossignol, die dazu bestimmt wurde, Konvois zu eskortieren. In dieser Zeit konnte er zwei Freibeuter- und drei Handelsschiffe erobern.
Im Frühjahr 1780, als Kommandant der 32-Kanonen-Fregatte Hermione, erhielt er zu Beginn des Amerikanischen Unabhängigkeitskrieges den Auftrag, General La Fayette als Passagier von Frankreich nach Boston zu befördern. Anschließend nahm er Teil an der amerikanischen Kampagne unter dem Kommando von Pierre Guillaume Gicquel des Touches (1770–1824) und war hier in verschiedene Schlachten involviert. Dazu gehörte 1780 auch ein intensives Gefecht gegen die britische 32-Kanonen-Fregatte Iris (früher amerikanische Hancock) unter dem Kommando von James Hawker. Im Juni 1781 wurde Latouche in den Rang eines Kapitän zur See befördert.
Am 21. Juli 1781 attackierte er zusammen mit der französischen Fregatte Astrée, die unter dem Kommando von La Pérouse stand,  einen britischen Konvoi nahe der Küste von Nova Scotia (im heutigen Kanada). Die eskortierenden Schiffe Jack und Thorn wurden zusammen mit drei Handelsschiffen gekapert und nach Boston verbracht. Anschließend nahm Latouche an der Schlacht von Yorktown teil.
Kurz danach erhielt er das Kommando über die Aigle, die zusammen mit der Gloire französische Geldmittel und Ausrüstung für die Flotte von Admiral de Vaudreuil beförderte.
Am 5. September 1782 versenkte Latouche das britische Schiff Hector, lief jedoch in der Mündung des Delaware-River auf Grund und wurde daraufhin von der 12. Englischen Division gefangen genommen. Mit Unterzeichnung der Friedensverträge erlangte er 1783 seine Freiheit zurück.
1784 wurde er Vize-Direktor des Hafens und des Arsenals von Entrecasteaux. 1787 wurde er Kanzler des Herzogs von Orléans. Er ergänzte 1788, nach dem Tod seines Onkels Charles-Auguste Levassor de Latouche Tréville, "Tréville" zu seinem ursprünglichen Namen, so dass er sich fortan Levassor de Latouche-Tréville nannte.

## Französische Revolution

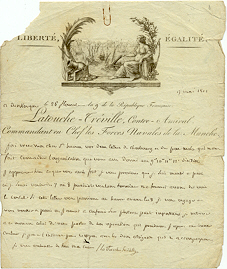
Ein Brief von Louis-René Levassor de Latouche Tréville

Mit Beginn der Französischen Revolution 1789 war Latouche Tréville Abgeordneter des Zweiten Standes und repräsentierte somit den Adel. Darüber hinaus war er auch Mitglied der Konstituante, in der er eine liberale Position einnahm und somit auch an der Gründung der Republik teilnahm.
Im September 1791, nachdem König Ludwig XVI. die Verfassung anerkannte und die Konstituante aufgelöst wurde, übernahm Latouche-Tréville das Kommando über die Languedoc sowie eine 4  Schiffe starke Division, die von Brest nach Toulon segelte. Hier schloss er sich Konteradmiral Laurent Truguet (1752–1839) an und unterstützte eine Operation der italienischen Armee. Latouche-Tréville nahm auch an Kampfhandlungen gegen Sardinien im Oktober 1792 teil, die jedoch wenig erfolgreich waren, so dass er und Laurent Truguet sich zurück nach Toulon begaben.
Im Januar 1793 wurde Latouche Tréville zum Konteradmiral befördert – zur gleichen Zeit brach auch der Krieg gegen das Königreich Großbritannien aus. Er begann sodann Invasionspläne auszuarbeiten. Am 28. März 1793 wurde sein Plan für eine Landung übernommen: Frankreich begann eine Flotte zu bauen, die aus leichten Truppentransportschiffen bestand. Parallel dazu wurde ihm das Kommando über die Marinetruppen von Brest übertragen. In dem Moment, in dem er diese neue Position einnahm, wurde er von ihm Unterstellten als Angehöriger des Adels bespitzelt. Diese Bespitzelung gipfelte schließlich in seiner Verhaftung als „Verdächtiger“ in der Blüte der Terrorherrschaft. Somit verbrachte er ein Jahr im Militärgefängnis und wurde erst befreit, als Maximilien de Robespierre dem Revolutionstribunal selber zum Opfer fiel.
Das Direktorium rehabilitierte ihn 1795 und versetzte ihn auch in seinen alten Rang zurück  – gab ihm jedoch kein Kommando, so dass Latouche-Tréville sich nach Montargis begab. 1799 war er sogar so verzweifelt, dass er in der Zeitung „Moniteur“ seine Dienste für eine Anstellung auf einem Schiff eines Privatiers anbot.

## Napoleonische Zeit

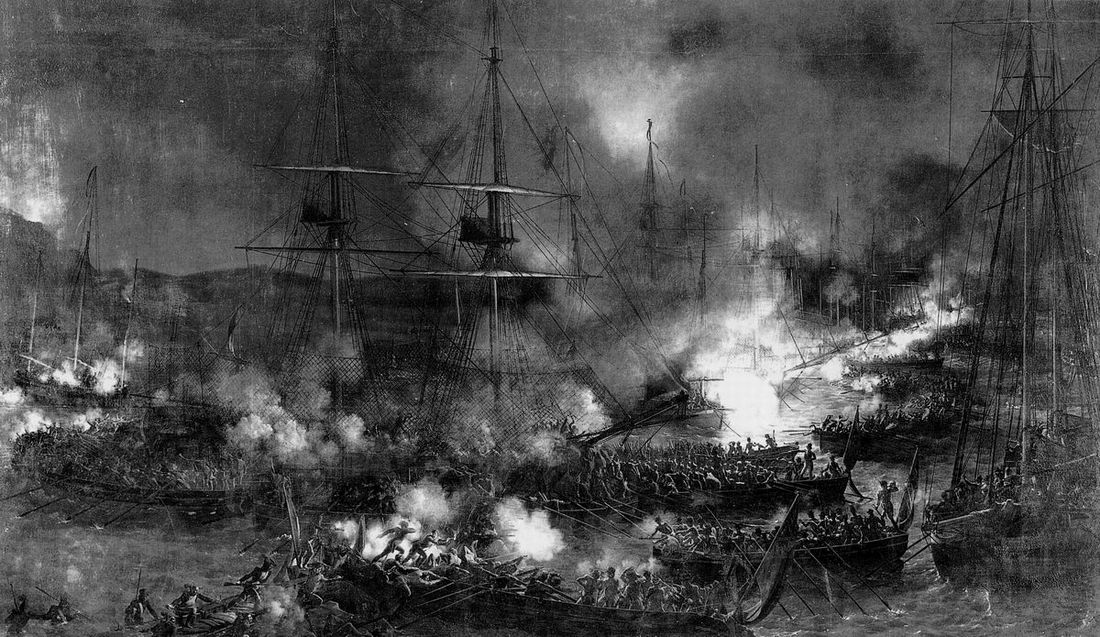
Admiral Nelson scheitert 1801 vor Boulogne – Gemälde von Louis-Philippe Crepin (* 1772, † 1851)

1801 übertrug Napoléon Bonaparte das Kommando der in Brest stationierten Flotte an Latouche-Tréville. Er erhielt sogar das Kommando über die Flotte in Boulogne, nachdem Bonaparte von den von ihm entwickelten ursprünglichen Invasionsplänen nach England erfuhr. In dieser Position schlug Latouche-Tréville am 4. und 5. August 1801 die Angriffe des britischen Admirals Nelson zurück: Die Briten verloren 7 Schiffe (davon versanken 6) und hatten 44 Tote und 126 Verwundete und 3 Gefangennahmen zu beklagen, während auf französischer Seite 1 Schiff durch Kaperung verloren ging, aber nur 8 Tote, 34 Verwundete und 12 Vermisste zu beklagen waren.
Am 30. Oktober 1801, mit dem Frieden von Amiens ging das Kommando der Flotte von Rochefort an Latouche-Tréville über. In diesem Zusammenhang erhielt dieser den Auftrag, die unter dem Kommando von Admiral Louis Thomas Villaret de Joyeuse stehenden 23.000 Soldaten der Rheinarmee zur Niederschlagung von aufständischen Sklaven in der französischen Kolonie Saint-Domingue zu befördern. Dort eingetroffen, nahm er zusammen mit General Jean Boudet die Städte Port-au-Prince und Léogâne ein. Es gelang ihm auch, die friedvolle Kapitulation von General Laplume einzufädeln, während General Charles Leclerc d’Ostin im Süden seine Gegner François-Dominique Toussaint L’Ouverture und Henri Christophe zur Aufgabe zwang.

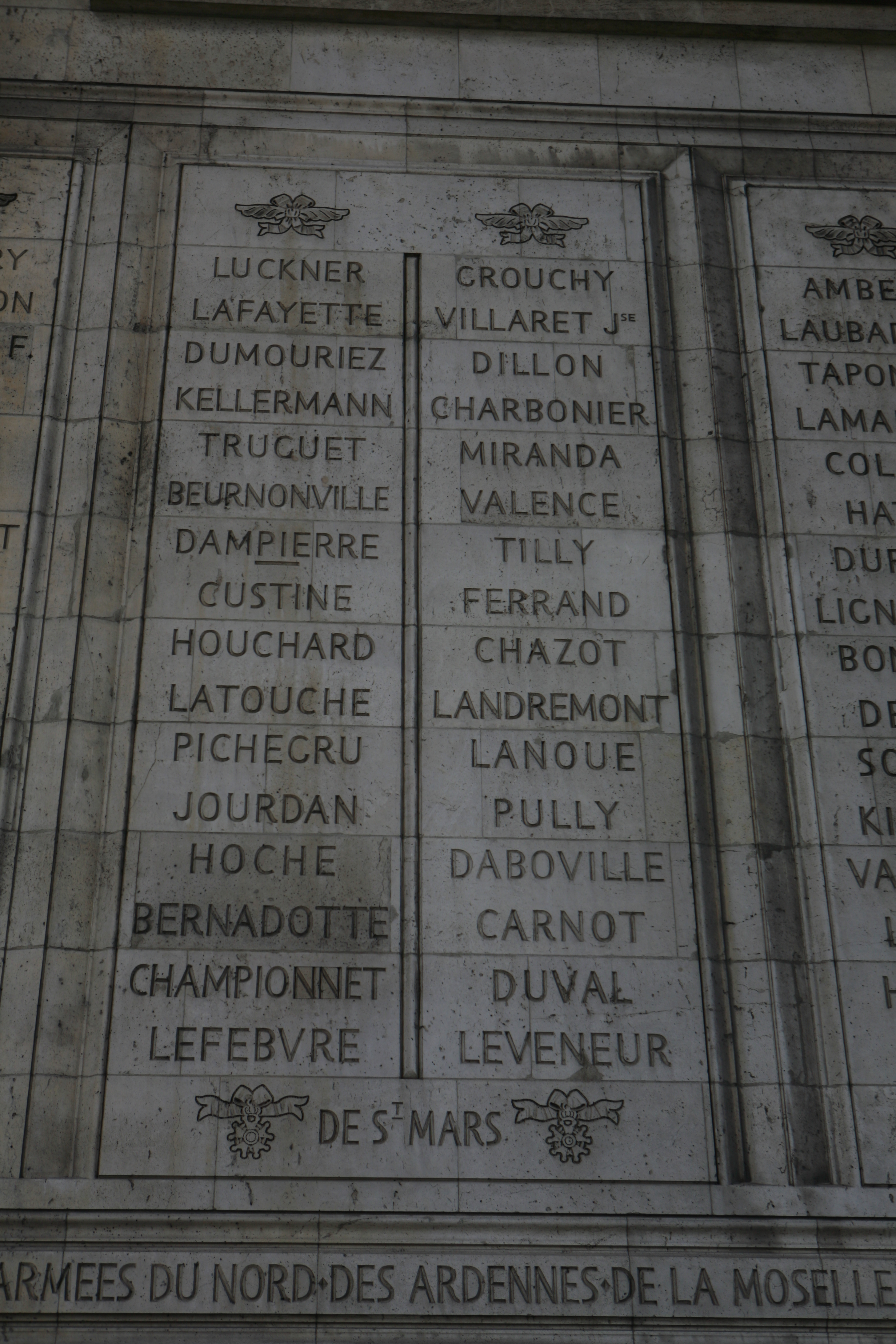
Latouches Name auf dem Triumphbogen in Paris

Während Admiral Louis Thomas Villaret de Joyeuse im April 1802 die Insel verließ, verblieb Latouche-Tréville mit 4 Linienschiffen, 9 Fregatten und 5 Korvetten  auf Saint-Domingue.
Nach Wiedereinführung der Sklaverei am 20. Mai 1802 brach eine erneute Rebellion aus, der die von Gelbfieber geplagten Truppen von General Charles Victoire Emmanuel Leclerc nichts entgegenzusetzen hatten. Latouche-Tréville konnte die Häfen im Süden verteidigen und überließ den Westen an Admiral Jean-Baptiste Philibert Willaumez. Nachdem die Briten in den Krieg eingetreten waren, konnte Latouche-Tréville wegen seines schlechten Gesundheitszustandes bei diesen das Recht auf freien Abzug durchsetzen, so dass er im Oktober 1803 nach Frankreich zurückkehrte.
Im Dezember 1803 wurde er zum Vizeadmiral befördert und erhielt das Kommando über die französische Mittelmeerflotte. Er hisste seine Flagge auf der Bucentaure, die zu diesem Zeitpunkt als Blockadebrecher eingesetzt war.
Zur gleichen Zeit gab es einen neuen Invasionsplan, der ein Übersetzen mit 2500 Schiffen vorsah. Napoléon Bonaparte sah Latouche-Tréville dafür vor, diese Invasionsflotte zu befehligen und nach der Landung den Ärmelkanal zu halten. Diesen Auftrag konnte er jedoch nicht mehr erfüllen: Am 19. August 1804 starb der Vizeadmiral an Bord der Bucentaure im Alter von 59 Jahren an einer Krankheit. Er weigerte sich zuvor, sein Schiff zu verlassen und ließ verlauten, dass „ein Admiral nur dann glücklich ist, wenn er unter der Flagge seines Schiffes stirbt!“ Er wurde nach seinem Tod schließlich durch Admiral Pierre de Villeneuve ersetzt.

## Ehrungen
Sein Name ist am Triumphbogen in Paris in der 3. Spalte (LATOUCHE) eingetragen.

## Trivia

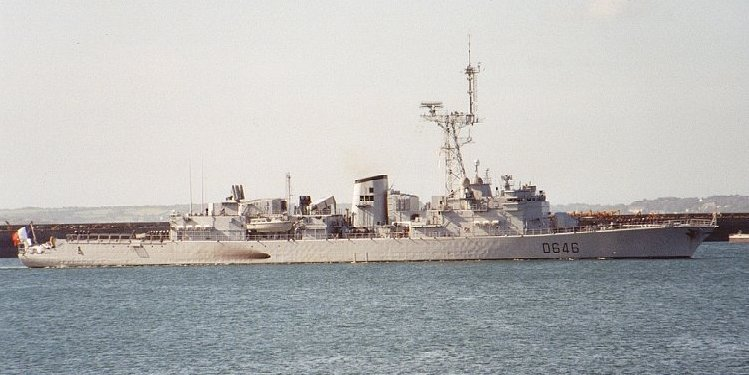
Die französische Fregatte Latouche Tréville

- Drei Kriegsschiffe der Französischen Marine trugen zu seinen Ehren den Namen Latouche-Tréville – aktuell eine Fregatte vom Typ F70.
- Im Zusammenhang mit Latouche-Tréville wird fälschlicherweise die Schlacht gegen die Chesapeake im März 1781 angeführt. Tatsächlich nahm er aber an der Seeschlacht vor der Chesapeake Bay teil. Dieser Fehler wird auf die Quelle „George Six’s Dictionnaire Biographique des Généraux et Amiraux Français de la Révolution et de l’Empire 1792–1814“ zurückgeführt, die oft zitiert wurde.

## Zitat
“I have no doubt that as soon as he will receive a mission, he would be the kind of man who, to accomplish it and execute his orders, would risk encountering and fighting us”